# Korol i Sut
A Korol i Sut (oroszul: Король и Шут, A király és a bolond) népszerű orosz punk/rock zenekar volt. Főleg horror punkot játszottak, de jelen voltak a shock punk vagy a folk rock műfajokban is.
1988-ban alakultak meg Szentpéterváron. Az együttest Mihail Gorsenyov, Alekszandr Balunov és Alekszandr Scsigoljev alapította. Dalaik nagy része tipikus horrorszereplőkről szól, pl. szellemek, vámpírok, trollok. Nagy hatással volt rájuk a kultikus amerikai The Misfits zenekar. Gorsenyov 2013-ban elhunyt, így a Korol i Sut történetének is vége szakadt. 2014-ben feloszlottak. 
Az együttes fennállása alatt 14 nagylemezt jelentetett meg, az évek során kultikus zenekarrá vált.